# 三友派
三友派（さんゆうは）とは、上方落語の諸派。歴史上以下の2つが存在する。
1. 明治から大正まで存在した「浪花三友派」。
2. 1948年（昭和23年）から翌年にかけて存在した「浪花新生三友派」[1][注釈 2]。

## 浪花三友派
1874年（明治7年）の初代桂文枝没後、桂文三との跡目相続争いに敗れた2代目桂文都は桂一門を去り、久しく絶えていた亭号「月亭」を名乗って活動していたが、1893年（明治26年）10月、兄弟弟子の2代目（「二世」と自称）曽呂利新左衛門、同門の2代目桂文團治（後の7代目桂文治）が3代目笑福亭松鶴、初代笑福亭福松らと語らい、大阪市ミナミ法善寺北側の「紅梅亭」を本拠とする「浪花三友派」を結成した。会長には2代目新左衛門が就任した。
中心人物の一人だった初代福松が陽気な芸風だった事もあり、三友派の多くの落語家は派手な滑稽話を得意としていた。また色物（軽口、物まね、剣舞、曲芸、義太夫、女講談等）も積極的に取り入れていた。さらに、当時東京落語の一大勢力を形成していた「東京寄席演芸株式会社」（通称「演芸会社」。3代目柳家小さん、初代三遊亭圓右らが中心メンバー）と提携して東京の寄席にも進出した。
拠点定席としては紅梅亭の他、平野区の「此花館」、北新地の「永楽館」、堀江の「賑江亭」などがあった。とりわけ賑江亭は、席亭の藤原重助が三友派の世話役的な存在を務めた事もあり、紅梅亭に継ぐ重要拠点であった。
1906年（明治39年）の藤原の死を機に桂派と和解。「桂・三友両派大合同興行」を行った。しかし1910年（明治43年）、上本町「富貴席」席亭の岡田政太郎が「浪花落語反対派」を旗揚げし、同年に2代目新左衛門が引退したことから次第に衰勢に向かう。三友派は桂派を吸収しながらも反対派に対抗していたが、拠点定席が吉本泰三・せい夫妻率いる花月派（吉本興行部）の買収攻勢にあい、1921年（大正10年）の岡田の死後、吉本が反対派を引き継いだ事で大勢は決し、翌1922年（大正11年）、花月派に吸収された。
2017年度下期のNHK連続テレビ小説『わろてんか』 に登場する「伝統派」（落語会の重鎮、喜楽亭文鳥（演・笹野高史）が率いる）は、「三友派」をオマージュしているとされる。

## 浪花新生三友派
太平洋戦争後、大阪には常設の演芸場がない状態だったが、1947年（昭和22年）9月に、松竹の白井松次郎の決断により、映画館を改装する形で戎橋松竹が開場し、ここに主な上方落語家が結集した。しかし、戎橋松竹で番組編成にも大きな影響を持っていた漫談家の丹波家九里丸と、落語家の中心だった5代目笑福亭松鶴との間に確執が生じる。九里丸は、「松鶴の羽振りがいいのは支配人と結託しているからではないか」と持ちかけた2代目桂春団治と相談して、松鶴を「追い出しにかかろうとした（6代目笑福亭松鶴（5代目松鶴の実子）の証言）」。九里丸が自分の贔屓の女性漫才師を台割りで優遇したことに他の芸人から反発が出て、それに怒った松鶴が九里丸に編成から下ろすと発言したことも対立を助長した。6代目松鶴によると、九里丸は「反松鶴派」を集めて連名の「血判状」を作り、戎橋松竹の運営側に「松鶴が辞めるねやったらええけども、そやなかったら、私らが辞めさせてもらいます」と迫った。
1948年（昭和23年）3月1日、京都市新京極の「富貴」が寄席として開場し、関西では「戎橋松竹」に次ぐ演芸場となった。これを契機に九里丸や春団治らは戎橋松竹を脱退し、「浪花新生三友派」を旗揚げした。浪花新生三友派に加わったのはほかに4代目桂米團治・4代目桂文團治・4代目桂文枝・橘ノ圓都・2代目文の家かしく（上方。のち3代目笑福亭福松）・橘家小圓太らであった。4代目文枝の弟子であった桂あやめ（のちの5代目桂文枝）は、松鶴について勉強したいと申し出て、文枝と松鶴が相談した結果、浪花新生三友派には加わらずに戎橋松竹に残ることになった。2代目春団治は「寄席が増えてきたら吉本さんが手を出しはるやろう、そうなった時、もう芸人の泣かされる中間搾取は許したくない、東京のように芸人は芸人同士で手を握ろう」という考えを抱いて参加したという。浪花新生三友派は富貴および神戸市兵庫区の「寄席のパレス」を中心に、大阪や名古屋（富士劇場）など複数の劇場を拠点とした。なお、九里丸は正式な旗揚げ以前（同年正月頃）から、会派としての実態がない状態で「浪花新生三友派」の名称を、戎橋松竹以外での興行（「寄席のパレス」や天満新劇場）に使っていた。
しかし、6代目松鶴によると九里丸が「相変わらずおなごにうつつを抜かしている」こともあってトラブルが頻発し、参加した芸人が少しずつ戎橋松竹に戻っていったという。この状態で、若手落語家の集まりだった「さえずり会」がその後援者からの命を受けて関係の修復に動き、松鶴の実子である笑福亭光鶴（のちの6代目松鶴）・春団治の実子である桂小春（のちの3代目桂春団治）がそれぞれ親を説得した。このあと、松鶴・春団治に仲介役の2代目旭堂南陵（彼も実子の旭堂小南陵（のちの3代目旭堂南陵）から説得を受けた）を加えた3人の話し合いが持たれ、和解に至った。1949年（昭和24年）4月23日、両派が合同した関西演芸協会が設立された。
このように分裂は短期間で収束したが、再び戎橋松竹の番組に復帰した九里丸は5代目松鶴の没後に、分裂時に同調しなかった桂あやめを戎橋松竹から締め出す「意趣返し」をおこない、あやめはいったん歌舞伎に行くことを余儀なくされた。

### 浪花三友派に関して
- 山本進『図説 落語の歴史』河出書房新社、2006年、ISBN 4-309-76079-1

### 浪花新生三友派に関して
- 桂文枝『あんけら荘夜話』、青蛙房、1996年、ISBN 4-7905-0285-6
- 河本寿栄 著、小佐田定雄 編『二代目さん 二代目桂春団治の芸と人』青蛙房、2002年2月。
- 戸田学『六世笑福亭松鶴はなし』岩波書店、2004年。
- 戸田学『上方落語の戦後史』岩波書店、2014年7月。